# Propodosoma
Propodosoma – część ciała niektórych roztoczy.
Propodosoma stanowi część idiosomy na której osadzone są odnóża kroczne I i II pary, a więc obejmuje segmenty ciała III i IV. Stanowi ona przednią część podosomy, oddzieloną od metapodosomy bruzdą sejugalną. Wchodzi w skład proterosomy. Ponieważ grzbietowa część podosomy ulega u roztoczy właściwych wycofaniu, na propodosomę składają się w tej grupie tylko rejony epimeralne (koksosternalne) dwóch pierwszych par odnóży krocznych.